# Майоро-Белашовка
Майо́ро-Белашо́вка — хутор в Тацинском районе Ростовской области.
Входит в состав Верхнеобливского сельского поселения.
Население 39 человек.

## География
На хуторе имеется одна улица — Есенина.

## Население
| 2010 |
| ---- |
| 33   |

## Инфраструктура
В Майоро-Белашовке находится заброшенная свиноферма.